# Fran Tudor
Fran Tudor (Zagreb, 27. rujna 1995.) je hrvatski nogometaš koji nastupa za poljskog prvoligaša Raków Częstochowa.
Većinom igra kao vezni igrač na pozicijama lijevog i desnog krila, a nekad i kao bočni igrač. U 2017. godini je debitirao za hrvatsku nogometnu reprezentaciju u prijateljskoj utakmici protiv Čilea u Nanningu. U debitantskom nastupu je dva puta asistirao u 33. minute.

## Stil igre
Tudor je poznat po izdržljivosti i visokom tempu trčanja kroz cijelu utakmicu te po požrtvovnosti i borbi za svaku loptu.
Statistika u Hajduku
| Natjecanje        | Nastupi | Zgoditci |
| ----------------- | ------- | -------- |
| Prvenstvo         | 109     | 15       |
| Kup               | 14      | 2        |
| Superkup          | 0       | 0        |
| Međunarodne       | 16      | 1        |
| Splitski podsavez | 0       | 0        |
| Ukupno            | 139     | 18       |
| Prijateljske      | 35      | 3        |
| Sveukupno         | 174     | 21       |

## Privatni život
Fran je završio XIII. gimnaziju u Zagrebu. Daleki je rođak Igora Tudora, obojica su podrijetlom iz Milne na Hvaru.

## Vanjske poveznice
- Profil, 90minut.pl (polj.)
- Profil, Transfermarkt (engl.)
- Profil, Soccerway (engl.)
- Profil, Hrvatski nogometni savez